# Стангоуп (Айова)
Стангоуп (англ. Stanhope) — місто (англ. city) в США, в окрузі Гамільтон штату Айова. Населення — 364 особи (2020).

## Географія
Стангоуп розташований за координатами 42°17′20″ пн. ш. 93°47′46″ зх. д. / 42.28889° пн. ш. 93.79611° зх. д. (42.288931, -93.796002).  За даними Бюро перепису населення США в 2010 році місто мало площу 2,51 км², уся площа — суходіл.

## Демографія
Згідно з переписом 2010 року, у місті мешкали 422 особи в 192 домогосподарствах у складі 117 родин. Густота населення становила 168 осіб/км².  Було 209 помешкань (83/км²).
Расовий склад населення:
| - 96,4 % — білих - 0,2 % — корінних американців - 0,2 % — чорних або афроамериканців - 0,2 % — азіатів - 1,4 % — осіб інших рас |

До двох чи більше рас належало 1,4 %. Частка іспаномовних становила 1,4 % від усіх жителів.
За віковим діапазоном населення розподілялося таким чином: 17,3 % — особи молодші 18 років, 62,1 % — особи у віці 18—64 років, 20,6 % — особи у віці 65 років та старші. Медіана віку мешканця становила 45,4 року. На 100 осіб жіночої статі у місті припадало 101,0 чоловіків;  на 100 жінок у віці від 18 років та старших — 95,0 чоловіків також старших 18 років.
Середній дохід на одне домашнє господарство  становив 50 281 долар США (медіана — 44 167), а середній дохід на одну сім'ю — 59 299 доларів (медіана — 51 944). За межею бідності перебувало 15,5 % осіб, у тому числі 10,3 % дітей у віці до 18 років та 8,5 % осіб у віці 65 років та старших.
Цивільне працевлаштоване населення становило 198 осіб. Основні галузі зайнятості: виробництво — 21,7 %, освіта, охорона здоров'я та соціальна допомога — 20,2 %, роздрібна торгівля — 10,1 %, сільське господарство, лісництво, риболовля — 8,6 %.